# Justine Pasek
Justine Pasek, właśc. Yostin Lissette Pasek Patiño (ur. 27 sierpnia 1979 w Charkowie) – panamska modelka polsko-panamskiej narodowości. Zdobywczyni tytułów Miss Panamy i Miss Universe w 2002 r.

## Życiorys
Urodziła się w ZSRR i żyła tam przez rok. Ma młodszych braci urodzonych w Panamie, Alvaro i Eduardo. Dorastała w Wożuczynie, gdzie została ochrzczona w 1980 w kościele Nawiedzenia Najświętszej Maryi Panny. Jej rodzice poznali się jako studenci zagraniczni Charkowskiego Instytutu Politechnicznego w Charkowie. Ojciec Stanisław studiował informatykę na Wydziale Inżynieryjno-Fizycznym, a matka Elizabeth chemię nieorganiczną na Wydziale Inżynierii i Technologii Chemicznej. Spędziła wczesne dzieciństwo, pozostając z odojcowskimi dziadkami aż do ukończenia studiów przez matkę. Matka jest Panamką, a ojciec jest Polakiem, dzięki czemu ma ona także obywatelstwo polskie. Gdy jej matka ukończyła studia chemiczne, wraz z rodziną w 1981 r. wyjechała do Panamy.
W 2002 r. zajęła drugie miejsce w wyborach Miss Universe, jednak przypadł jej tytuł po tym, jak odebrano go Oksanie Fiodorowej, która nie była w stanie wywiązać się z umowy związanej z konkursem.
8 sierpnia 2009 wyszła za mąż za przedsiębiorcę Daniela Joelsona, z którym ma dwoje dzieci: córkę Aliah Stella Joelson (ur. 2012) i syna (ur. 2018).